# پردی (واشینگتن)
پردی (به انگلیسی: Purdy) یک منطقهٔ مسکونی در ایالات متحده آمریکا است که در واشینگتن واقع شده‌است. پردی ۱٬۵۴۴ نفر جمعیت دارد.